# Сюй Цзюньпин
Сюй Цзюньпин (徐俊平) был старшим полковником Народно-освободительной армии, который дезертировал в США в декабре 2000 года. До своей дезертирской деятельности Сюй был директором Американского и Океанического бюро Разведывательного управления Генерального штаба. Он является самым высокопоставленным перебежчиком из НОАК.
В 1989 году Сюй Цзюньпин учился в Гарвардской школе управления имени Джона Ф. Кеннеди. Он был непосредственным подчиненным Цзи Шэндэ, заместителя начальника разведывательного отдела Управления генерального штаба, и имел широкий круг общения в армии. В 1999 году произошел инцидент с контрабандой "Юаньхуа", Цзи Шэндэ был арестован и приговорен к условному смертному приговору. В декабре 2000 года Сюй Цзюньпин дезертировал из США во время визита с делегацией. Он владел большим количеством секретов зарубежной разведывательной сети китайской шпионской службы и предоставил ЦРУ важную информацию о характере, привычках и методах принятия решений лидерами Коммунистической партии Китая. Его дезертирство было расценено КПК как самое серьезное дезертирство китайского агента со времен дезертирства Юй Цян Шэна (俞強聲) в 1986 году, и правительство КПК однажды так занервничало, что начало масштабную реструктуризацию своей службы военной разведки.
Новости о дезертирстве Сюя из США начали появляться в западных СМИ, когда Цянь Цичэнь посетил США в марте 2001 года. В сентябре 2014 года китайские военные впервые подтвердили подлинность дезертирства Сюй Цзюньпина.